# F931 Louise-Marie
Az F931 Louise-Marie egy Karel Doorman-osztályú fregatt, amely a Belga Haditengerészetben szolgál 2008. április 6-a óta. Ezt megelőzően a Holland Királyi Haditengerészet hajója volt HNLMS Willem van der Zaan (F829) néven. Az F931 Louise-Marie a Belgium által 2005 decemberében megvásárolt két Karel Doorman-osztályú fregatt egyike, a másik az F930 Leopold I.
Az F931 Louise-Marie jelenlegi parancsnoka Wim Robberecht fregattkapitány.

## HNLMS Willem van der Zaan
A HNLMS Willem van der Zaan volt a Karel Doorman-osztályú többcélú fregattok második hajója. A hajó építését 1985. november 6-án kezdték meg, 1989. január 21-én bocsátották vízre, és 1991. november 28-án állt szolgálatba.

## Értékesítés
2005. július 20-án a belga kormány úgy döntött, hogy megvásárol két Karel Doorman-osztályú fregattot, amelyekkel a Belga Haditengerészetben szolgáló Wielingen-osztályú fregattokat (Wielingen és Westdiep) kívánták felváltani. 2005. december 22-én írták alá a Karel Doorman és a  Willem van der Zaan (F829) eladásáról szóló szerződést.

## Handrendbe állítás Belgiumban
A HNLMS Willem van der Zaan-t ennek megfelelően 2006. augusztus 25-én kivonták a holland haditengerészet kötelékéből, és átadták Belgiumnak, ahol felújítás után 2008. április 8-án állították szolgálatba. A hajót Fabiola belga királyné avatta fel az antwerpeni haditengerészeti bázison, és nevét az első belga király felesége, Lujza Mária belga királyné tiszteletére kapta. A hajó patronálását Sint-Niklaas városa vállalta. Testvérhajóját, a Karel Doorman-t 2007. március 27-én állították szolgálatba F930 Leopold I néven.
A Louise-Marie a névadó ceremónia után Marche-en-Famenne közelében 2008. április-május között gyakorlaton vett részt.

## Tevékenysége
Az F931 Louise Marie és legénysége jelenleg kiképzésen vesz részt, többek között felkeresték Gdansk kikötőjét.

## Képgaléria

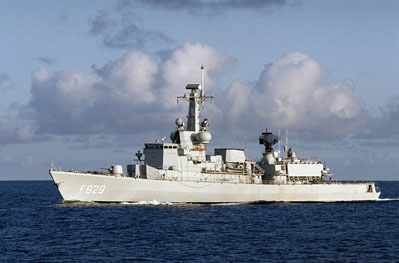
ex-HNLMS Willem van der Zaan, jelenleg F931 Louise-Marie
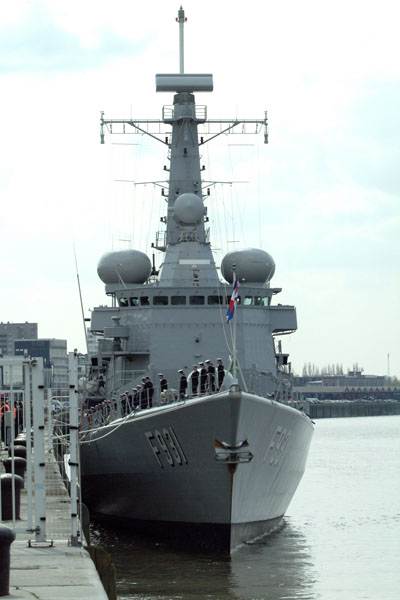
Az F931 Louise Marie a rakpartok Antwerpenben
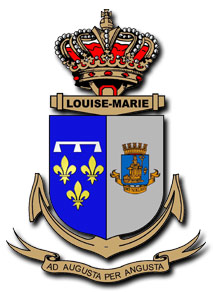
Az "F931 Louise Marie" új címere

## Fordítás
- Ez a szócikk részben vagy egészben  a   Belgian frigate Louise-Marie (F931) című angol Wikipédia-szócikk fordításán alapul.  Az eredeti cikk szerkesztőit annak laptörténete sorolja fel. Ez a jelzés csupán a megfogalmazás eredetét és a szerzői jogokat jelzi, nem szolgál a cikkben szereplő információk forrásmegjelöléseként.